# Душегрея

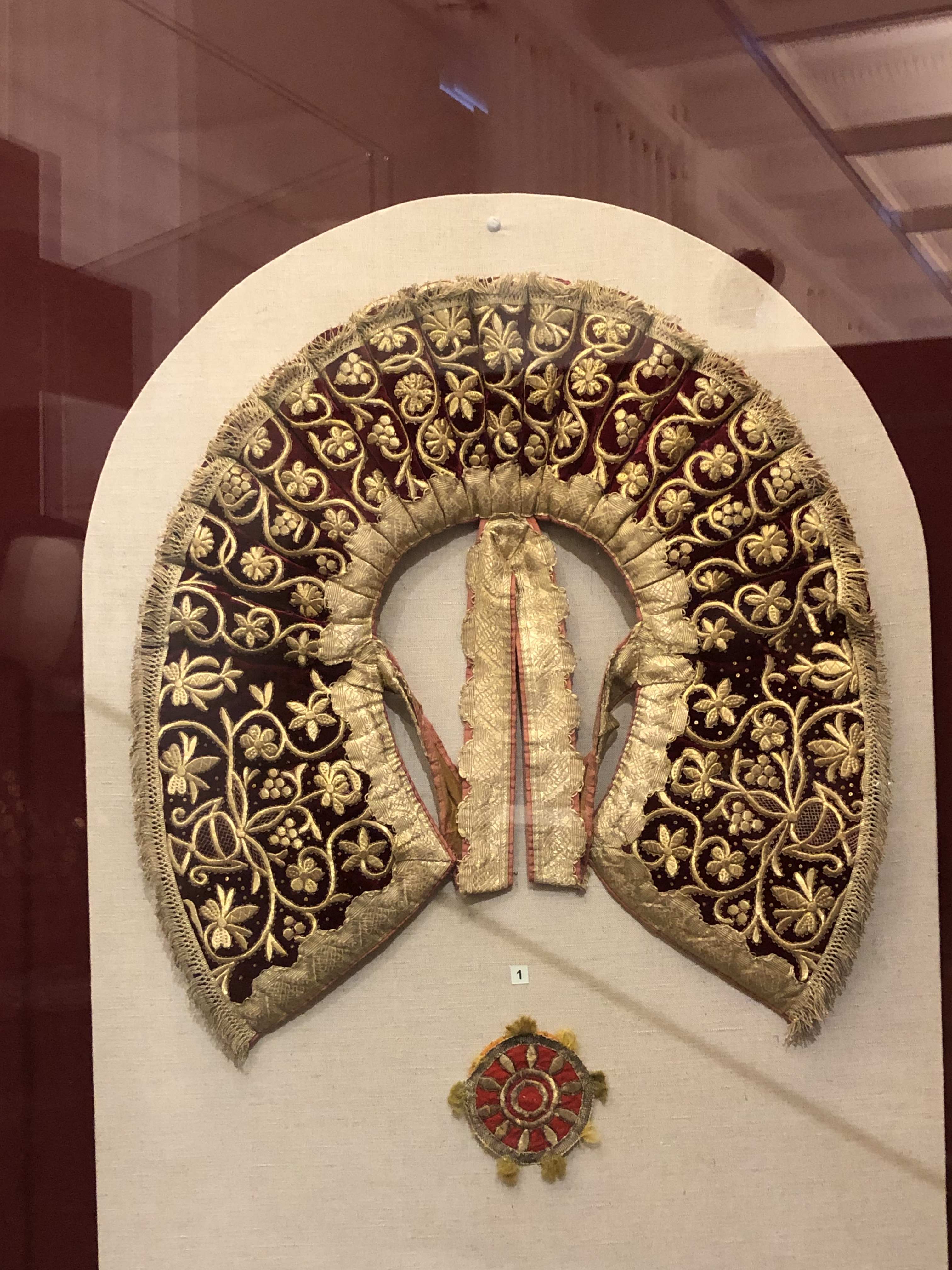
Русская душегрея. Последняя четверть XIX в. Российский этнографический музей, Санкт-Петербург (в разложенном виде; спинка с заложенными складками видна сверху, бретели — по центру)

Душегре́я (душегрейка, шугай, кацавейка, телогрейка, телогрея) — верхняя однобортная крестьянская верхняя женская одежда для праздников, наподобие кофты. Широкое распространение получила на Руси в XVII веке. В XVIII—XIX веках этот тип одежды носили женщины в купеческой и городской среде. 

## Покрой

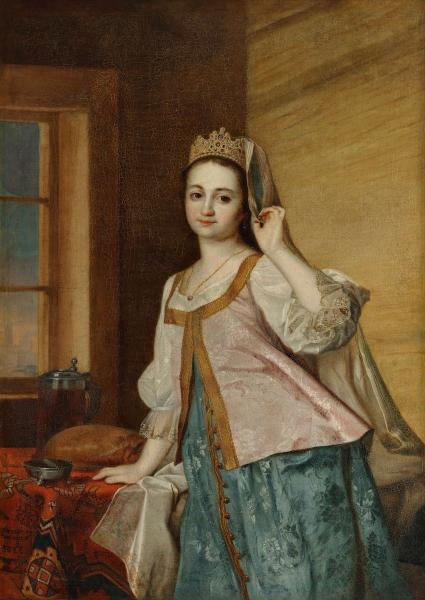
Дмитрий Левицкий. Портрет А. Д. Левицкой (1783, Русский музей)

Душегрея — короткая верхняя распашная одежда (на застёжках спереди), которую носили поверх сарафана. Её отличительная особенность — густо заложенные складки на спинке изделия для обеспечения бо́льшего тепла. «Душегрею иногда называли епанечкой [женская коротая епанча]. Правда, епанечка была с воротником, но во всём остальном повторяла душегрею».
Душегрея с узкими длинными рукавами и отложным воротником приталивалась с помощью сборок, имела застёжку спереди на крючки. Другой вариант душегреи — на бретелях, без рукавов и воротника. 
В середине XIX — начале XX века крестьянки Центральной части России носили летние душегрейки на вате с прямыми, слегка расклешенными полами; спинкой, сходящейся к поясу углом и складками, заложенными у пояса. Воротник у этих душегреек бо́льшей частью был круглым, а рукава выкраивались иногда с одной из деталей спинки.

## Материал
Как правило, душегрея шилась из дорогой ткани: штофа, парчи, шёлка, ткани с набивным рисунком. Для дополнительного тепла она сажалась на подкладку, подбивалась ватой или заячьим мехом. 

## Отделка
По борту, краям рукавов, воротника отделывалась позументом, тесьмой, беличьим мехом, бахромой. Воротник и полы праздничных душегреек отделывались дорогой металлической бахромой, украшались вышивкой золотыми нитями и бисером.

## В культуре

### «Душегрейка новейшего уныния»
Витиеватым термином «душегрейка новейшего уныния» в XIX веке определялись скорбные мотивы русской поэзии 1820-х и 1830-х годов. Именно так интерпретируется слово «телогрейка» в поэме Пушкина «Домик в Коломне».
Впервые выражение было употреблено, по-видимому, И. Киреевским в «Обозрении русской словесности 1829 года», вышедшем в альманахе «Денница» 1830 года. Выражение быстро стало популярным и с насмешкой употреблялось в статьях разных авторов.